# Copenhagen Sprint for herrer
Copenhagen Sprint for herrer er et éndagsløb i landevejscykling, der blev kørt første gang den 22. juni 2025. Det havde startsted i Roskilde og målgang i København, og var fra starten en del af UCI World Tour. Løbets organisatorer er Københavns Kommune, Roskilde Kommune, Danmarks Cykle Union, Sport Event Denmark, Wonderful Copenhagen, Kulturministeriet og Erhvervsministeriet. Arrangørerne fik i første omgang godkendelse af UCI til at arrangere World Tour-løbet i 2025, 2026 og 2027.

## Vindere
| År   | Vinder      | Toer          | Treer             |
| ---- | ----------- | ------------- | ----------------- |
| 2025 | Jordi Meeus | Alexis Renard | Émilien Jeannière |
| 2026 |             |               |                   |